# Lunar Bird

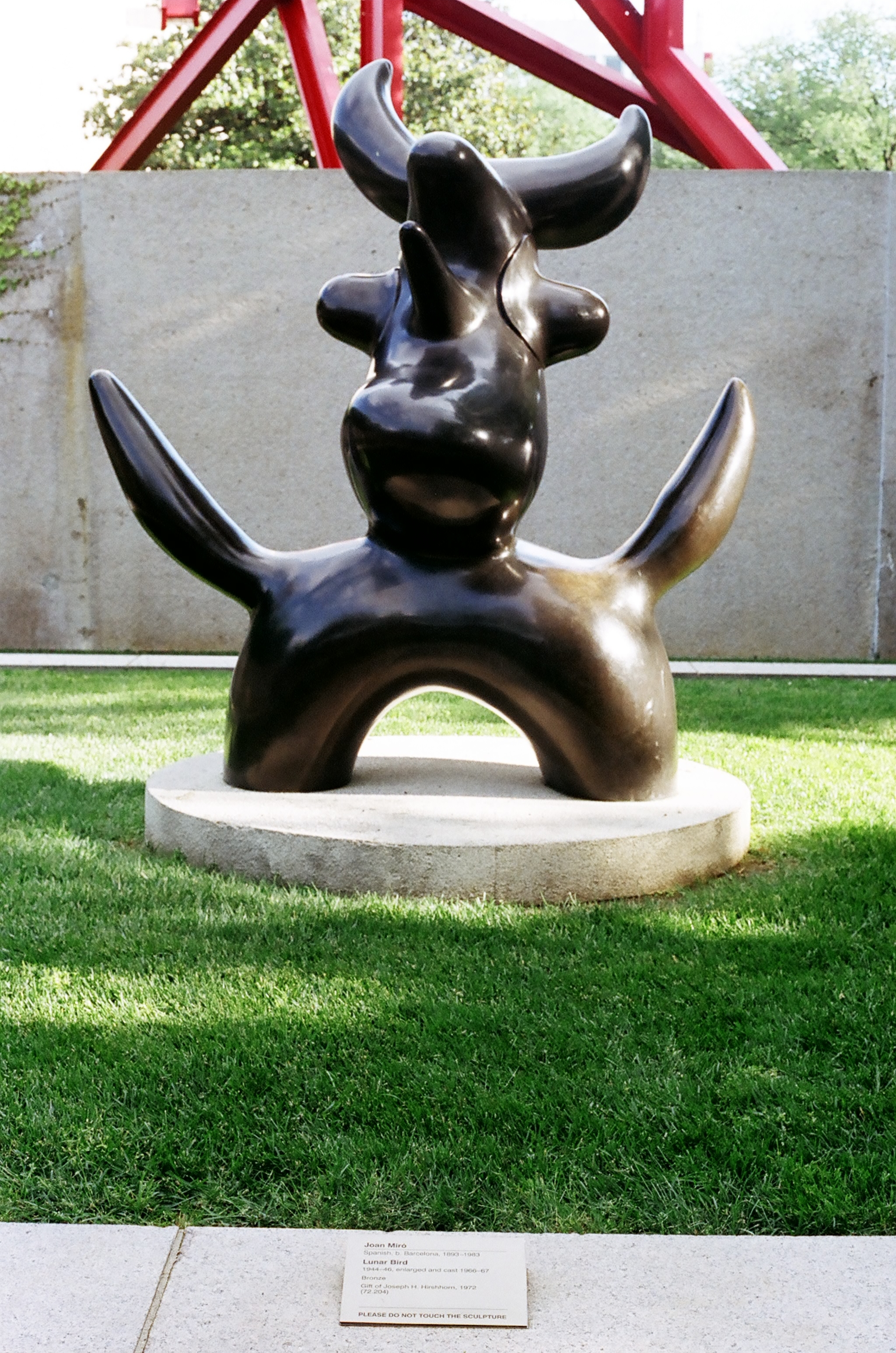
Lunar Bird, Joan Miró, 1944-1946

Lunar Bird est une sculpture abstraite de bronze réalisée par Joan Miró. Elle a été modélisée en 1945, agrandie en 1966 et coulée en 1967. Elle est située au Hirshhorn Museum and Sculpture Garden à Washington. 